# Anaspis marginicollis
Anaspis marginicollis är en skalbaggsart som beskrevs av Lindberg 1925. Anaspis marginicollis ingår i släktet Anaspis, och familjen ristbaggar. Arten är reproducerande i Sverige.